# تشهرك (باغستان)
تشهرك (بالفارسية: چهرک) هي قرية تقع في إيران في Baghestan Rural District.